# Estasi (Giovanni Allevi)
Estasi è un album di pianoforte solo di Giovanni Allevi, pubblicato il 5 novembre 2021. Per la registrazione dei brani musicali, Allevi ha utilizzato un Grand Piano Bösendorfer "Imperial".

## Descrizione
L'artista nella realizzazione dell'album ha tratto ispirazione dalla scultura Estasi di santa Teresa d'Avila realizzata da Gian Lorenzo Bernini, traendo spunto dal significato profondo del termine estasi per la santa. L'estasi, pertanto, è stato l'oggetto della ricerca artistica di Allevi.

## Tracce
1. Kiss me again – 2:26
2. Our future – 3:44
3. Solo – 2:27
4. Mindfulness – 3:57
5. Woman warrior – 3:03
6. We are atoms – 3:32
7. My angel – 4:19
8. Lucifer – 7:59
9. Quel che non ti ho detto – 5:07
10. Prog me – 3:31
11. Estasi – 5:31